# Czarnuszka hiszpańska

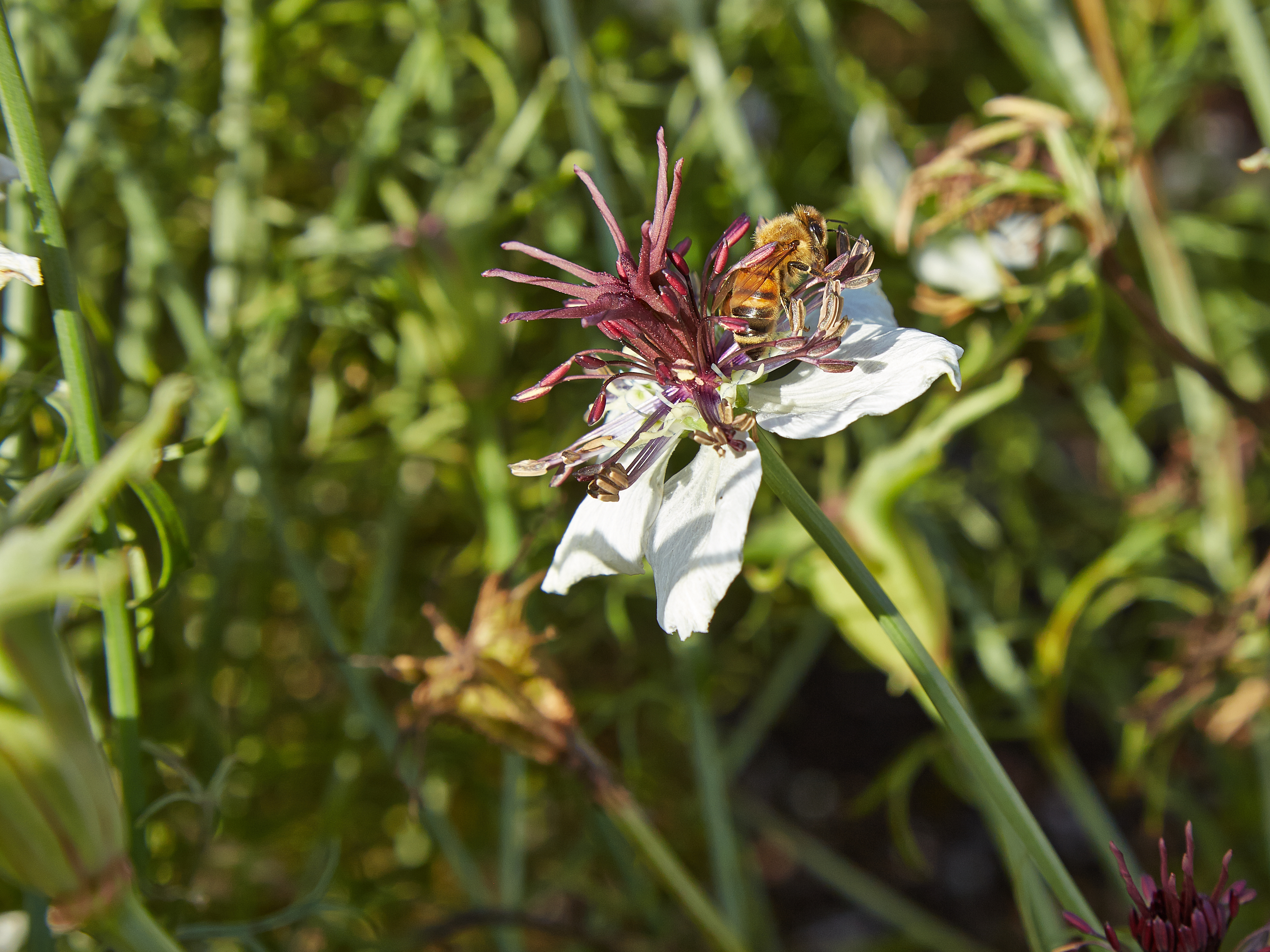
Odmiana N. hispanica 'African Bride'

Czarnuszka hiszpańska (Nigella hispanica L.) – gatunek rośliny z rodziny jaskrowatych (Ranunculaceae Juss.). Występuje naturalnie w Hiszpanii, Portugalii oraz w zachodniej części Afryki Północnej (w Maroku, Algierii i Tunezji).

## Morfologia
PokrójRoślina jednoroczna. Dorasta do 35 cm wysokości, a według innych źródeł nawet do 60–90 cm wysokości i 22–38 cm szerokości. Pędy są nagie.
LiścieSą podwójnie lub potrójnie pierzastosieczne, złożone z segmentów o równowąskim kształcie. Mają jasnozieloną barwę.
KwiatyRozwijają się w kątach podsadek o nitkowatym kształcie. Mierzą 3,5–7 cm średnicy. Płatki mają wąsko eliptyczny kształt i niebieskofioletową barwę. Dno kwiatowe jest koloru czarnego, natomiast pręciki są bordowe.
OwoceZebrane po 5 mieszki. Są zrośnięte ze sobą w dwóch trzecich swojej długości.

## Biologia i ekologia
Rośnie na nieużytkach i terenach uprawnych. Kwitnie od czerwca do sierpnia. Kwitnie latem. Dobrze rośnie w pełnym nasłonecznieniu lub w półcieniu. Może rosnąć zarówno na glebach żyznych, jak i ubogich w składniki mineralne. Preferuje podłoże o odczynie od lekko kwaśnego do lekko zasadowego – od 6,1 do 7,8 pH. W lecie potrzebuje umiarkowane ilości wody. 

## Zastosowanie
Gatunek bywa uprawiany jako roślina ozdobna (w Stanach Zjednoczonych uprawia się go między innymi w Kalifornii, Teksasie, Maine czy w stanie Nowy Jork). Dobrze komponuje się na rabatach z wieloma rodzajów roślin jednorocznych i z bylinami.

## Zmienność
Wyhodowano kilka kultywarów, między innymi:
- 'Midnight' – łatwy w uprawie, kwiaty mają ciemnofioletową barwę. Nadaje się na kwiat cięty[10].
- 'African Bride' – duże kwiaty. Płatki mają białą barwę, natomiast pręciki są fioletowoczarne[11]. Pokrój jest rozgałęziony. Dorasta do około 45 cm wysokości. Roślina jest łatwa w uprawie[12].